# Virtues & Sins
Virtues & Sins is het vierde studioalbum van de Duitse rockband Kin Ping Meh. De muziek werd opgenomen en gemixt in de Teldec-Studio te Hamburg met Manfred Loose als geluidstechnicus. Het album werd in 1974 uitgegeven door Nova Records. In 1996 gaf Second Battle het album op compact disc uit, voorzien van het liedje "Me and I" als bonusnummer, en in 1998 werd het album opnieuw uitgegeven met "Me and I" en "Blue Horizon". Op de door Günter Blum ontworpen albumhoes staat een tekening van het Vrijheidsbeeld met ontbloot bovenlijf.

## Tracklist
| Nr. | Titel              | Schrijver(s)            | Duur |
| --- | ------------------ | ----------------------- | ---- |
| 1.  | Good Time Gracie   | Mrozeck, Harrison, Wroe | 3:31 |
| 2.  | You're a Liar      | Mrozeck, Harrison, Wroe | 7:25 |
| 3.  | Night-Time Glider  | Mrozeck, Harrison, Wroe | 5:41 |
| 4.  | When Summer's Gone | Mrozeck, Harrison, Wroe | 5:39 |

| Nr. | Titel            | Schrijver(s)                            | Duur |
| --- | ---------------- | --------------------------------------- | ---- |
| 5.  | Whiskey Flyer    | Mrozeck, Harrison, Wroe                 | 5:46 |
| 6.  | Rich Kid Blues   | Reid, Reid (arr. door Mrozeck)          | 6:55 |
| 7.  | Living Your Lies | Mrozeck, Harrison, Wroe                 | 5:41 |
| 8.  | Virtue and Sin   | Mrozeck, Schmitt, Weber, Harrison, Wroe | 4:27 |

| Nr. | Titel        | Schrijver(s)             | Duur |
| --- | ------------ | ------------------------ | ---- |
| 9.  | Me and I     | Mrozeck, Harrison, Weber | 3:23 |
| 10. | Blue Horizon |                          | 3:04 |

## Bezetting
Kin Ping Meh
- Alan "Joe" Wroe - basgitaar
- Kalle Weber - drums, percussie
- Gagey Mrozeck - gitaar
- Geff Harrison - zang
- Frieder Schmitt - orgel, piano, synthesizer

Gastmuzikanten
- Jean-Jaques Kravetz - orgel op "Rich Kid Blues"
- Chris Klöber - keyboard
- Ralle Oberpichler
- Rolf Köhler
- Freya & Puppa